# Non è fortuna (singolo)
Non è fortuna è un singolo del rapper italiano Nayt, pubblicato il 22 novembre 2024 come secondo estratto dall'ottavo album in studio Lettera Q.

## Descrizione
Il testo parla del percorso personale e professionale dell’artista, mettendo in luce una trasformazione profonda e consapevole.

## Tracce
Testi di William Mezzanotte, musiche di William Mezzanotte, Davide D'Onofrio, Emanuele Maracchioni.
1. Non è fortuna – 2:57